# (21046) 1990 SH3
1990 أس إتش 3 (ويعرف أيضًا باسم (21046) 1990 أس إتش 3 وفق تسمية الكوكب الصغير) (بالإنجليزية: 1990 SH3)‏؛ هو كويكب ضمن حزام الكويكبات.
اكتُشف هذا الجُرم الفلكي بواسطة هنري هولت إي في 18 سبتمبر 1990، وترتيبه 21046 من حيث الاكتشاف.

## الوصف
اكتُشف 210461990SH في 18 سبتمبر 1990 في مرصد بالومار، الواقع في مقاطعة سان دييغو، كاليفورنيا في الولايات المتحدة، بواسطة عالم الفلك الأمريكي هنري هولت إي. وقد رصد المشروع 1,738 مشاهدة للكويكب إلى غاية 25 أغسطس 2021 بتوقيت منطقة المحيط الهادئ، أي في مدة قدرها 15,350 يومًا (42.1 عام). تستغرق الفترة المدارية للكويكب 1,950 يومًا (5.3 عام).

## الخصائص المدارية
يتميز مدار هذا الكويكب بنصف محور رئيسي يبلغ 3.05 وحدة فلكية، وحضيض قدره 2.22 وحدة فلكية، وانحراف قدره 0.274 وزاوية ميلان 5.57 درجة بالنسبة لمسار الشمس. بسبب هذه الخصائص، أي نصف المحور الرئيسي بين 2 و3.2 وحدة فلكية وحضيض أكبر من 1,666 وحدة فلكية، يُصنف هذا الجُرم الفلكي وفقًا لقاعدة بيانات مختبر الدفع النفاث لأجرام النظام الشمسي الصغيرة كائنًا من حزام الكويكبات الرئيسي.

## الخصائص الفيزيائية
يُقدر القدر المطلق (H) لـ210461990SH بـ13.85 ووضاءته بـ0.086، مما يمكِّن تقدير قطره بـ 8.642كم. استُخلصت هذه النتائج بفضل ملاحظات مستكشف الأشعة تحت الحمراء عريض المجال (WISE)، وهو مرصد فضائي أمريكي وُضع في المدار في عام 2009 ويراقب السماء بأكملها بالأشعة تحت الحمراء، في عام 2011، نُشرت النتائج الأولى المتعلقة بالكويكبات من الحزام الرئيسي.

## وصلات خارجية
- (21046) 1990 SH3 في قاعدة بيانات مختبر الدفع النفاث لأجرام النظام الشمسي الصغيرة

- الاكتشاف · مخطط المدار ·  العناصر المدارية · المعلمات المادية

- (21046) 1990 SH3 على موقع ويكي سكاي: DSS2, SDSS, GALEX, IRAS, Hydrogen α, X-Ray, Astrophoto, Sky Map, Articles and images